# Соболятник
1Л227 Соболятник (индекс ГРАУ 1Л227) — российская малогабаритная радиолокационная станция разведки. Является дальнейшим развитием тематического направления траекторных измерений, радиолокационной засечки, наземной разведки и развитием базовых изделий (артиллерийская разведка и контрбатарейная борьба) НИИ "Стрела" (ныне НПО "Стрела"), г. Тула, разработанных в середине 70-х гг. Разработчик — тульское НПО «Стрела», входящим в состав концерна «Алмаз-Антей».
Основной задачей РЛС является слежение за действиями своих войск и противника с обнаружением стрельбы из различных артиллерийских систем, как ствольных, так и реактивных. 
Система способна обнаружить перемещающиеся и неподвижные цели на расстоянии до 30 километров, определяя при этом их характеристики, различая личный состав и технику.
Поступила на вооружение российской армии в феврале 2021 года.

## Общие сведения

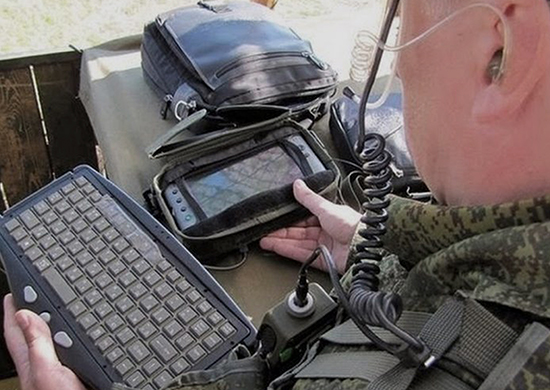
Приборы управления РЛС Соболятник

РЛС «Соболятник» — комплекс различных средств, которые могут переноситься расчётом из двух разведчиков, а также быстро собираться воедино на месте работы. Состоит из нескольких основных блоков; основным элементом является антенное устройство, выполненное в виде прямоугольного блока с набором необходимой аппаратуры, рабочем положении антенна закрепляется на станке-треноге складной конструкции. Кроме того, антенна соединяется с портативным источником питания и пультом оператора.

Пульт оператора имеет ряд новых функций, отличающих его от предыдущих аналогов. Например, расширились возможности по работе с полученными данными. Отметки и трассы целей могут сохраняться на экране в течение любого требуемого времени, определяемого оператором. Также упростилась работа с информацией, повышающая эффективность применения станции.
На развёртывание станции из походного в рабочее положение требуется несколько минут. После выполнения сборки «Соболятник» готов к работе.
Важнейшим элементом РЛС является использование фазированной антенной решетки (ФАР) с применением сигнала линейной частотной модуляции. Благодаря этому станция способна обнаруживать как подвижные, так и стационарные объекты различных размеров с разными параметрами траектории.
«Соболятник» отличается во много раз меньшим уровнем излучения, в отличие от своего предшественника ПСНР-8М. По утверждениям разработчиков, импульсное излучение этой станции меньше, чем у обычного мобильного телефона. Это уменьшает вероятность того, что противник обнаружит работу системы.
- РЛС может одновременно отслеживать до 20 различных объектов, которые потом передаются артиллерийской батарее и штурмовой авиации;
- может обнаружить живую силу и технику противника на дальности до 20 километров[источник не указан 449 дней];
- способна определять координаты обнаруженных объектов с точностью до 10 м, это позволяет распознавать технику в колонне и «видеть» её отдельно, а не в виде единого длинного объекта в определенном районе. Также автоматика станции способна самостоятельно анализировать параметры обнаруженной цели и определять её класс, различая людей и технику. Появилась возможность отслеживания подвижных целей на фоне отражений радиосигнала от земли;
- Общий вес комплекса — 36 кг.